# Bulbophyllum protractum
Bulbophyllum protractum är en orkidéart som beskrevs av Joseph Dalton Hooker. Bulbophyllum protractum ingår i släktet Bulbophyllum och familjen orkidéer. Inga underarter finns listade i Catalogue of Life.